# Bokken

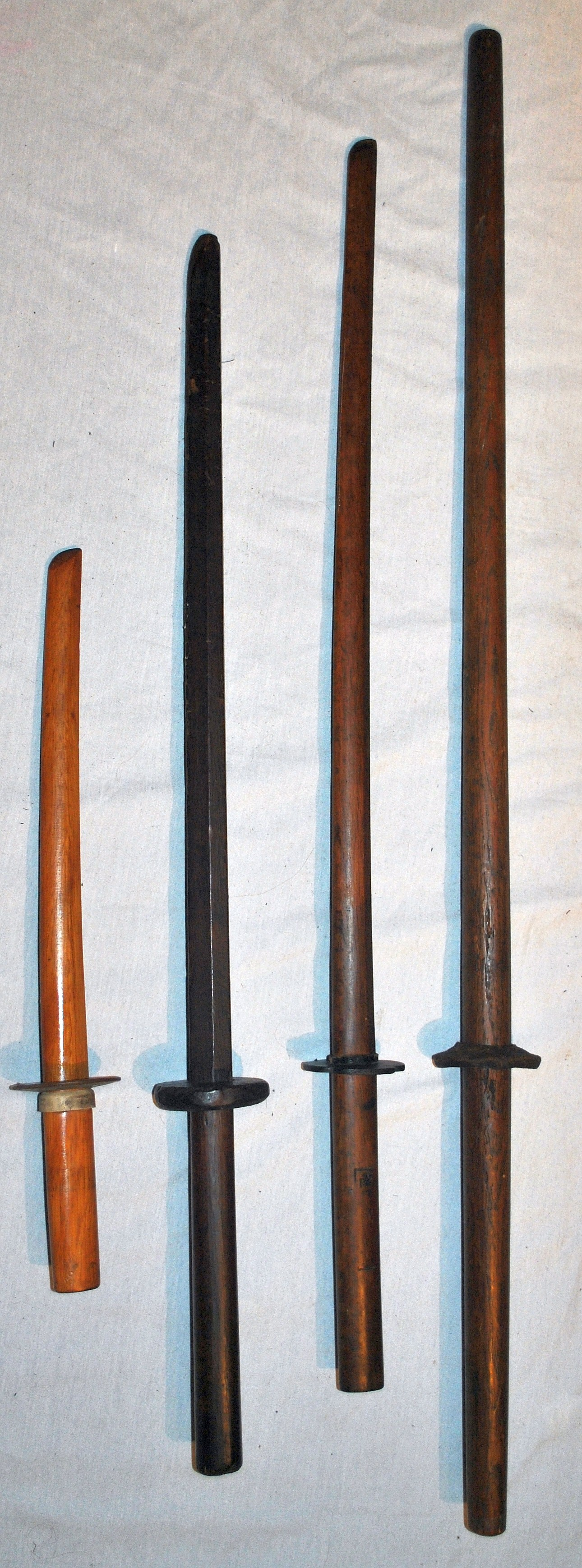
Bokken

Bokken (japanska 木剣) är ett japanskt träsvärd som används för att, av säkerhetsskäl, ersätta en katana eller andra svärd vid träning. Samurajerna använde bokken till träning och för att kunna duellera utan att göra det på liv och död. Idag används bokken i många typer av budo, bland annat kendo och aikido. Bokken tillverkas ofta av ek, men exempelvis hickory förekommer också. 
Andra namn på denna typ av träsvärd är: bokutō (japanska 木刀), kidachi (japanska 木太刀). Suburitō (japanska 素振り刀) är en tyngre bokken som används för huggträning, suburi (japanska 素振り).